# Sudbeni kotar Zadar
Sudbeni kotar Zadar bio je jedan od sudbenih kotara (njem. Gerichtsbezirk), koji su predstavljali manje upravno-teritorijalne jedinice nekadašnje Carevine Austrije u okvirima Austro-Ugarske monarhije. Zajedno sa sudbenim kotarima Biograd, Pag i Rab činio je veću upravno-teritorijalnu jedinicu politički kotar Zadar u sastavu austrijske krunske zemlje Dalmacije. Prostirao se je 1900. godine na 1.054,19 km.2 Sjedište sudbenog kotara bilo je u Zadru, a službeno je iskazivan i na talijanskom jeziku pod imenom Zara.

## Stanovništvo
Godine 1900. u sudbenom je kotaru Zadru živjelo 56.323 stanovnika popisanih kao lokalno civilno stanovništvo i "stranci" (stanovništvo iz drugih dijelova carstva - "nezavičajno" (njem. Staatsfremde) bez stalnog boravka u Dalmaciji, zatečeno na licu u vrijeme popisa, koje je u popisnim kolonama bilo vjerski, ali ne i jezično raspoređeno)), te kao vojničko stanovništvo. Izjašnjavanja u smislu narodnosne pripadnosti nije bilo, a hrvatski i srpski jezik iskazani su kao jedan jezik pod službenim imenom "srpsko-hrvatski jezik" (njem. serbo-kroatisch).
U odnosu na strukturu stanovništva ukupno je popisano 54.984 osobe ili 97,62% iz reda civilnog stanovništva, od toga lokalnog, "zemaljskog" iz Dalmacije 54.275 ili 98,71% od ukupnog civilnog stanovništva, te "nezavičajnog" odn. iz drugih dijelova monarhije 709 osoba ili 1,28% od ukupnog civilnog stanovništva. Iz reda vojničkog stanovništva popisano je 1.339 osoba, od toga lokalnog, "zemaljskog" iz Dalmacije 1.270 ili 94,84% od ukupnog vojničkog stanovništva, te "nezavičajnog" odn. iz drugih dijelova monarhije 69 osoba ili 5,15% od ukupnog vojničkog stanovništva.  
| Sudbeni kotar Zadar | 56.323 | 52.676 | 3.579  | 68    | 626    | 45.426 | 9.310  | 183   | 778   | Sada je podijeljen između upravnih jedinica: općine Murter-Kornati (Šibensko-kninska županija), te gradova Benkovca i Zadra i općina Bibinje, Galovac, Kali, Kukljica, Nin, Novigrad, Poličnik, Posedarje, Preko, Privlaka, Ražanac, Sali, Sukošan, Škabrnja, Vir, Vrsi i Zemunik Donji (Zadarska županija). |
| %                   | 100%   | 93,52% | 6,35%  | 0,12% | 1,11%  | 80,65% | 16,52% | 0,32% | 1,38% | |
| od toga vojničko    | 1.339  | 1.095  | 225    | 19    | 256    | 881    | 55     | 78    | 69    | |
| %                   | 100%   | 81,77% | 16,80% | 1,41% | 19,11% | 65,79% | 4,10%  | 5,82% | 5,15% | |

## Općine i naselja
Sudbeni kotar Zadar obuhvaćao je pet općina: Nin, Novigrad (na popisu 1900. iskazan pod imenom Novi Grad), Sali, Silba i Zadar, podijeljenih na 68 naseljenih mjesta i njihovih dijelova - zaselaka (u zagradi je broj stanovnika s popisa od 31. prosinca 1900. godine):
| Sudbeni kotar Zadar - općine | Sudbeni kotar Zadar - općine | Sudbeni kotar Zadar - općine | Sudbeni kotar Zadar - općine | Sudbeni kotar Zadar - općine | Sudbeni kotar Zadar - općine | Sudbeni kotar Zadar - općine | Sudbeni kotar Zadar - općine | Sudbeni kotar Zadar - općine | Sudbeni kotar Zadar - općine | Sudbeni kotar Zadar - općine       | Sudbeni kotar Zadar - općine |
| Općina                       | br. naselja                  | stanovništvo 1900.           | rimokatolici                 | pravoslavci                  | ostale vjere                 | njemački                     | hrvatski ili srpski          | talijanski                   | ostali jezici                | "nezavičajno" st. ("Staatsfremde") |                              |
| ---------------------------- | ---------------------------- | ---------------------------- | ---------------------------- | ---------------------------- | ---------------------------- | ---------------------------- | ---------------------------- | ---------------------------- | ---------------------------- | ---------------------------------- | ---------------------------- |
| Nin                          | 14                           | 7.388                        | 7.221                        | 167                          | -                            | -                            | 7.337                        | 49                           | -                            | 2                                  |                              |
| Novigrad                     | 8                            | 5.613                        | 4.477                        | 1.136                        | -                            | -                            | 5.590                        | 20                           | -                            | 3                                  |                              |
| Sali                         | 14                           | 6.382                        | 6.382                        | -                            | -                            | -                            | 6.376                        | 4                            | 2                            | -                                  |                              |
| Silba                        | 9                            | 4.389                        | 4.388                        | 1                            | -                            | -                            | 4.370                        | 3                            | -                            | 16                                 |                              |
| Zadar                        | 23                           | 32.551                       | 30.208                       | 2.275                        | 68                           | 626                          | 21.753                       | 9.234                        | 181                          | 757                                |                              |

#### OpćinaNin
Godine 1900. općina Nin prostirala se na površini od 258,34 km2 i imala 7.388 stanovnika.
U odnosu na strukturu stanovništva ukupno je popisano 7.388 osoba ili 100% iz reda civilnog stanovništva, od toga lokalnog, "zemaljskog" iz Dalmacije 7.386 ili 99,97%, te "nezavičajnog" odn. iz drugih dijelova monarhije 2 osobe ili 0,02%. Vojničkoga stanovništva nije bilo.
| Općina Nin | 7.388 | 7.221  | 167   | - | - | 7.337  | 49    | - | 2     | Sada je podijeljena između općina Nin, Poličnik, Privlaka, Ražanac, Vir i Vrsi (Zadarska županija). |
| %          | 100%  | 97,73% | 2,26% | - | - | 99,30% | 0,66% | - | 0,02% | |

Općina Nin sastojala se iz 14 naseljenih mjesta i njihovih dijelova - zaselaka (u zagradi je broj stanovnika s popisa od 31. prosinca 1900. godine):
| Briševo                | 302   | 280   | 22  | - | - | 301   | -  | - | 1 | Briševo (181), Grusi (Grue) (121) |                                                                                              |
| Dračevac               | 172   | 172   | -   | - | - | 172   | -  | - | - | Dračevac (114), Miljašić (58) | Sada se iskazuje pod imenom Dračevac Ninski.                                                 |
| Ljubač ili Ljuba       | 326   | 326   | -   | - | - | 326   | -  | - | - | Draga Zekanović (64), Krneza (72), Ljubač ili Ljuba (190) | Sada se iskazuje pod imenom Ljubač. Sadrži podatke i za naselje Krneza.                      |
| Nin (Nona)             | 667   | 667   | -   | - | - | 667   | -  | - | - | Grbe (Stabilimento) (72), Jasenak (11), Klanice (152), Nin (Nona) (305), Stanovi (127)                                                                                             | Sadrži podatke i za naselja Grbe i Ninski Stanovi.                                           |
| Polešnik               | 770   | 770   | -   | - | - | 763   | 7  | - | - | Lovinjac (179), Polešnik (591) | Sada se iskazuje pod imenom Poličnik. Sadrži podatke i za naselja Gornji Poličnik i Lovinac. |
| Poljica                | 526   | 414   | 112 | - | - | 522   | 4  | - | - | Brdarić (27), Brig (80), Poljica (283), Seget (78), Žerava (58), | Sadrži podatke i za naselja Poljica-Brig i Žerava.                                           |
| Privlaka (Brevilacqua) | 941   | 939   | 2   | - | - | 906   | 34 | - | 1 | Batalaže (57), Blajnovica (15), Brtalić (10), Donje Selo (147), Gornje Selo (239), Kod Križa (96), Mletas (74), Progon (4), Sabunike ili Sabinak (60), Škrapovac (57), Žegar (182) |                                                                                              |
| Radovin                | 298   | 298   | -   | - | - | 298   | -  | - | - | Radovin (298) |                                                                                              |
| Ražance ili Ražanac    | 1.219 | 1.219 | -   | - | - | 1.215 | 4  | - | - | Gradina (26), Hrtina (407), Iztočno Polje (265), Podvršje (78), Ražance ili Ražanac (443)                                                                                          | Sada se iskazuje pod imenom Ražanac. Sadrži podatke i za naselja Jovići i Rtina.             |
| Suovare                | 275   | 244   | 31  | - | - | 275   | -  | - | - | Lakić (33), Suovare (242) | Sada se iskazuje pod imenom Suhovare.                                                        |
| Vir (Pontadura)        | 604   | 604   | -   | - | - | 604   | -  | - | - | Križice (41), Lozice (184), Patarinka (Portomico) (17), Sveti Juraj (3), Vir (Pontadura) (359)                                                                                     |                                                                                              |
| Visočane               | 258   | 258   | -   | - | - | 258   | -  | - | - | Visočane (258) |                                                                                              |
| Vrsi ili Vrhi (Verchè) | 623   | 623   | -   | - | - | 623   | -  | - | - | Vrsi ili Vrhi (Verchè) (623) | Sada se iskazuje pod imenom Vrsi.                                                            |
| Zaton                  | 407   | 407   | -   | - | - | 407   | -  | - | - | Zaton (407) |                                                                                              |

#### OpćinaNovigrad
Godine 1900. općina Novigrad (na popisu iskazana pod imenom Novi Grad) prostirala se na površini od 163,71 km2 i imala 5.613 stanovnika.
U odnosu na strukturu stanovništva ukupno je popisano 5.613 osoba ili 100% iz reda civilnog stanovništva, od toga lokalnog, "zemaljskog" iz Dalmacije 5.610 ili 99,94%, te "nezavičajnog" odn. iz drugih dijelova monarhije 3 osobe ili 0,05%. Vojničkoga stanovništva nije bilo.
| Općina Novigrad | 5.613 | 4.477  | 1.136  | - | - | 5.590  | 20    | - | 3     | Sada je podijeljena između upravnih jedinica: grada Benkovca i općina Novigrad, Poličnik i Posedarje (Zadarska županija). |
| %               | 100%  | 79,76% | 20,23% | - | - | 99,59% | 0,35% | - | 0,05% | |

Općina Novigrad sastojala se iz 8 naseljenih mjesta i njihovih dijelova - zaselaka (u zagradi je broj stanovnika s popisa od 31. prosinca 1900. godine):
| Islam Grčki (Islam Greco)     | 851   | 35    | 816 | - | - | 851   | -  | - | - | Dubrava (362), Kašić (230), Kusalo ili Kasolo (94), Režane (165)                                                                                | Sadrži podatke i za naselje Donji Kašić.                                       |
| Islam Latinski (Islam Latino) | 346   | 263   | 83  | - | - | 344   | 2  | - | - | Grgurice (48), Islam Latinski (Islam Latino) (180), Rupalj (118)                                                                                | Sadrži podatke i za naselja Grgurice i Rupalj.                                 |
| Novi Grad (Novegradi)         | 1.132 | 1.132 | -   | - | - | 1.114 | 18 | - | - | Badanj (22), Buterinovi Stani (61), Figurica (11), Gajine (1), Glavica (20), Gradine (27), Kukalj (59), Novi Grad (Novegradi) (846), Palju (85) | Sada se iskazuje pod imenom Novigrad. Sadrži podatke i za naselje Paljuv.      |
| Posedarija (Possedaria)       | 758   | 758   | -   | - | - | 758   | -  | - | - | Bašćica (0), Brdo (4), Brisnica (48), Podgradina (226), Posedarija (Possedaria) (480), Svrdlac (0)                                              | Sada se iskazuje pod imenom Posedarje. Sadrži podatke i za naselje Podgradina. |
| Pridraga                      | 847   | 847   | -   | - | - | 846   | -  | - | 1 | Bristovac (57), Grabar (202), Kukalj (269), Pećarevac (88), Pedića Selo (110), Pridraga (36), Tribčić (85)                                      |                                                                                |
| Slivnica                      | 484   | 484   | -   | - | - | 484   | -  | - | - | Kalaca Selo (76), Poda Strane (49), Podgalije (39), Slivnica Donja (132), Slivnica Gornja (188)                                                 |                                                                                |
| Smilčić                       | 364   | 127   | 237 | - | - | 362   | -  | - | 2 | Kukalj (131), Smilčić (209), Tebaldova Kula (24)                                                                                                |                                                                                |
| Vinjerac (Castel Venier)      | 831   | 831   | -   | - | - | 831   | -  | - | - | Vinjerac (Castel Venier) (513), Vučijak (213), Ždrilo (105)                                                                                     | Sadrži podatke i za naselje Ždrilo.                                            |

#### OpćinaSali
Godine 1900. općina Sali prostirala se na površini od 218,80 km2 i imala 6.382 stanovnika.
U odnosu na strukturu stanovništva ukupno je popisano 6.382 osobe ili 100% iz reda civilnog stanovništva, od toga lokalnog, "zemaljskog" iz Dalmacije 6.382 ili 100%. "Nezavičajnog" stanovništva odn. iz drugih dijelova monarhije, kao i vojničkoga nije bilo.
| Općina Sali | 6.382 | 6.382 | - | - | - | 6.376  | 4     | 2     | - | Sada je podijeljena između upravnih jedinica: grada Zadra i općine Sali (Zadarska županija), te općine Murter-Kornati (Šibensko-kninska županija). |
| %           | 100%  | 100%  | - | - | - | 99,90% | 0,06% | 0,03% | - | |

Općina Sali sastojala se iz 14 naseljenih mjesta i njihovih dijelova - zaselaka (u zagradi je broj stanovnika s popisa od 31. prosinca 1900. godine):
| Birbinj (Birbigno)       | 309   | 309   | - | - | - | 309   | - | - | - | Birbinj (Birbigno) (224), Zaglava (85) | Sada se iskazuje pod imenom Brbinj.                                        |
| Božava                   | 277   | 277   | - | - | - | 277   | - | - | - | Božava (277) |                                                                            |
| Dragove                  | 352   | 352   | - | - | - | 352   | - | - | - | Dragove (352) |                                                                            |
| Iž Mali (Eso Piccolo)    | 811   | 811   | - | - | - | 811   | - | - | - | Makovac (382), Moncel ili Muncijal (192), Porovac (237) | Sada se iskazuje pod imenom Mali Iž.                                       |
| Iž Veli (Eso Grande)     | 1.318 | 1.318 | - | - | - | 1.318 | - | - | - | Drage (60), Iž Veli (Eso Grande) (1.158), Vojvodić (100) | Sada se iskazuje pod imenom Veli Iž.                                       |
| Luka                     | 365   | 365   | - | - | - | 365   | - | - | - | Luka (365) |                                                                            |
| Rat Veli (Punte Bianche) | 376   | 376   | - | - | - | 376   | - | - | - | Polje (27), Punta Vela (0), Rat Veli (Punte Bianche) (288), Verona (61) | Sada se iskazuje pod imenom Veli Rat. Sadrži podatke i za naselje Verunić. |
| Rava                     | 400   | 400   | - | - | - | 400   | - | - | - | Rava (314), Rava Mala (86) |                                                                            |
| Sali (Sale)              | 846   | 846   | - | - | - | 842   | 2 | 2 | - | Biela Lučica (1), Čuh (0), Grušine (0), Jadre (1), Katina (0), Knežak (1), Koromašna (1), Kruševica (0), Kruševo (0), Lavca (1), Lavdara (0), Pećina (0), Poljica (1), Porat Sale (325), Ropotnice (0), Sali (Sale) (505), Sestrica Velika (7), Sit (0), Škulj (1), Trtuša (1), Turac (Torrette) (0), Vrulje Velike (1), Žut (0) | Sadrži podatke i za naselje Kornati.                                       |
| Savar (Sauro)            | 202   | 202   | - | - | - | 200   | 2 | - | - | Savar (Sauro) (193), Sveti Pelegrin (9) |                                                                            |
| Soline                   | 304   | 304   | - | - | - | 304   | - | - | - | Soline (304) |                                                                            |
| Zaglava                  | 222   | 222   | - | - | - | 222   | - | - | - | Triluke (7), Zaglava (215) | Sada se iskazuje pod imenom Zaglav.                                        |
| Žman                     | 493   | 493   | - | - | - | 493   | - | - | - | Žman (455), Žmanšćice (38) |                                                                            |
| Žvirinac ili Žverinac    | 107   | 107   | - | - | - | 107   | - | - | - | Žvirinac ili Žverinac (107) | Sada se iskazuje pod imenom Zverinac.                                      |

#### OpćinaSilba
Godine 1900. općina Silba prostirala se na površini od 91,51 km2 i imala 4.389 stanovnika.
U odnosu na strukturu stanovništva ukupno je popisano 4.389 osoba ili 100% iz reda civilnog stanovništva, od toga lokalnog, "zemaljskog" iz Dalmacije 4.373 ili 99,63%, te "nezavičajnog" odn. iz drugih dijelova monarhije 16 osoba ili 0,36%. Vojničkoga stanovništva nije bilo.
| Općina Silba | 4.389 | 4.388  | 1     | - | - | 4.370  | 3     | - | 16    | Sada se nalazi u sastavu grada Zadra (Zadarska županija). |
| %            | 100%  | 99,97% | 0,02% | - | - | 99,56% | 0,06% | - | 0,36% |                                                           |

Općina Silba sastojala se iz 9 naseljenih mjesta i njihovih dijelova - zaselaka (u zagradi je broj stanovnika s popisa od 31. prosinca 1900. godine):
| Brgulje               | 170   | 170   | - | - | - | 170   | - | - | -  | Brgulje (167), Brgulj Molo (3)                                            |                                            |
| Grujica (Gruizza)     | 7     | 7     | - | - | - | 7     | - | - | -  | Grujica (Gruizza) (7)                                                     | Sada se nalazi u sastavu naselja Premuda.  |
| Ist (Isto)            | 432   | 432   | - | - | - | 432   | - | - | -  | Ist (Isto) (403), Kosirača (11), Široka (Porto Sciroccale) (18)           | Sada obuhvaća i dio naselja imena Škarda.  |
| Mulat (Melada)        | 560   | 560   | - | - | - | 560   | - | - | -  | Jazi (8), Lučina (6), Mulat (Melada) (546)                                | Sada se iskazuje pod imenom Molat.         |
| Olib (Ulbo)           | 1.495 | 1.495 | - | - | - | 1.493 | - | - | 2  | Olib (Ulbo) (1.495)                                                       |                                            |
| Premuda               | 439   | 439   | - | - | - | 439   | - | - | -  | Krijal (Porto S. Ciriaco) (17), Premuda (422)                             | Sada obuhvaća i dio naselja imena Grujica. |
| Silba (Selve)         | 1.100 | 1.099 | 1 | - | - | 1.083 | 3 | - | 14 | Luka Sveti Ante (Porto S. Antonio) (5), Silba (Selve) (1.095)             |                                            |
| Škarda                | 23    | 23    | - | - | - | 23    | - | - | -  | Škarda (23)                                                               | Sada se nalazi u sastavu naselja Ist.      |
| Zapuntel (Zapuntello) | 163   | 163   | - | - | - | 163   | - | - | -  | Zapunteljska Luka (Porto di Zapuntello) (13), Zapuntel (Zapuntello) (150) |                                            |

#### OpćinaZadar
Godine 1900. općina Zadar prostirala se na površini od 321,83 km2 i imala 32.551 stanovnika.
U odnosu na strukturu stanovništva ukupno je popisano 31.212 osoba ili 95,88% iz reda civilnog stanovništva, od toga lokalnog, "zemaljskog" iz Dalmacije 30.524 ili 97,79% od ukupnog civilnog stanovništva, te "nezavičajnog" odn. iz drugih dijelova monarhije 688 osoba ili 2,20% od ukupnog civilnog stanovništva. Iz reda vojničkog stanovništva popisano je 1.339 osoba ili 4,11% od ukupnog stanovništa, od toga lokalnog, "zemaljskog" iz Dalmacije 1.270 ili 94,84% od ukupnog vojničkog stanovništva, te "nezavičajnog" odn. iz drugih dijelova monarhije 69 osoba ili 5,15% od ukupnog vojničkog stanovništva.  
| Općina Zadar     | 32.551 | 30.208 | 2.275  | 68    | 626    | 21.753 | 9.234  | 181   | 757   | Sada se nalazi u sastavu gradova Benkovca i Zadra, te općina Bibinje, Galovac, Kali, Kukljica, Poličnik, Preko, Sukošan, Škabrnja i Zemunik Donji (Zadarska županija). |
| %                | 100%   | 92,80% | 6,98%  | 0,20% | 1,92%  | 66,82% | 28,36% | 0,55% | 2,32% | |
| od toga vojničko | 1.339  | 1.095  | 225    | 19    | 256    | 881    | 55     | 78    | 69    | |
| %                | 100%   | 81,77% | 16,80% | 1,41% | 19,11% | 65,79% | 4,10%  | 5,82% | 5,15% | |

Općina Zadar sastojala se iz 23 naseljenih mjesta i njihovih dijelova - zaselaka (u zagradi je broj stanovnika s popisa od 31. prosinca 1900. godine):
| Albanesi ili Arbanasi (Borgo Erizzo) | 2.588  | 2.573  | 13  | 2  | 18  | 2.415 | 117   | 23  | 15  | Albanesi ili Arbanasi (Borgo Erizzo) (2.365), Casa Rossa (1), Gazenice (0), Kod Gospe (Madonnina) (34), Ričina (2), Spianata (186)                                           | Sada se iskazuje pod imenom Arbanasi i nalazi u sastavu naselja Zadar.   |
| od toga vojničko                     | 2      | 1      | -   | 1  | 2   | -     | -     | -   | -   | |                                                                          |
| Bibinje (Bibigne)                    | 746    | 746    | -   | -  | -   | 746   | -     | -   | -   | Bibinj (Bibigne) (316), Dubina ili Babin Dub (8), Stani (422) | Sadrži podatke i za naselje Babindub.                                    |
| Biljani Donji (Bigliane Inferiore)   | 347    | -      | 347 | -  | -   | 347   | -     | -   | -   | Biljani Donji (Bigliane Inferiore) (174), Trljuge (83), Veljani (90) | Sada se iskazuje pod imenom Donje Biljane.                               |
| Bokanjac (Boccagnazzo)               | 530    | 528    | 2   | -  | 13  | 442   | 70    | 1   | 4   | Bokanjac (Boccagnazzo) (313), Brodarica (Barcagno) (137), Gospa (Bellafusa) (11), Stani (12), Torrette (57)                                                                  | Sada se nalazi u sastavu naselja Zadar.                                  |
| od toga vojničko                     | 2      | 2      | -   | -  | 2   | -     | -     | -   | -   | |                                                                          |
| Crno (Cerno)                         | 417    | 347    | 70  | -  | -   | 415   | 2     | -   | -   | Crno (Cerno) (241), Dračevac (Malpaga) (65), Dubina ili Babin Dub (19), Ploče (92)                                                                                           | Sadrži dio podataka za naselje Zadar.                                    |
| Diklo (Diclo)                        | 659    | 658    | 1   | -  | -   | 659   | -     | -   | -   | Cerodolo (0), Diklo (Diclo) (521), Mikin Rat (Punta Mica) (106), Stani (32)                                                                                                  | Sada se nalazi u sastavu naselja Zadar.                                  |
| Galovac (Gallovaz)                   | 610    | 610    | -   | -  | -   | 610   | -     | -   | -   | Galovac (Gallovaz) (477), Jašane (48), Tikvari (85) |                                                                          |
| Kale (Cale)                          | 1.221  | 1.221  | -   | -  | -   | 1.221 | -     | -   | -   | Kale (Cale) (1.221) | Sada se iskazuje pod imenom Kali.                                        |
| Kožino (Cosino)                      | 248    | 248    | -   | -  | -   | 248   | -     | -   | -   | Kožino (Cosino) (248) |                                                                          |
| Kukljica (Cuclizza)                  | 1.310  | 1.310  | -   | -  | -   | 1.310 | -     | -   | -   | Kukljica (Cuclizza) (1.310) |                                                                          |
| Lukoran (Lucoran)                    | 818    | 818    | -   | -  | -   | 807   | 7     | -   | 4   | Lukoran Mali (Lucoran Piccolo) (200), Lukoran Veliki (Lucoran Grande) (526), Turkja (92)                                                                                     |                                                                          |
| Murvica (Murvizza)                   | 356    | 293    | 63  | -  | -   | 354   | -     | 2   | -   | Murvica Donja (Murvizza Inferiore) (227), Murvica Gornja (Murvizza Superiore) (129)                                                                                          | Sadrži podatke i za naselje Murvica Gornja.                              |
| Petrčani (Peterzane)                 | 394    | 394    | -   | -  | -   | 392   | 2     | -   | -   | Kasteline (21), Petrčani Donji (Peterzane Inferiore) (282), Petrčani Gornji (Peterzane Superiore) (91), Stani ili Lupovar (0)                                                | Sada se iskazuje pod imenom Petrčane.                                    |
| Poljana (Pogliana)                   | 744    | 744    | -   | -  | -   | 741   | 3     | -   | -   | Poljana (Pogliana) (744) |                                                                          |
| Preko (Oltre)                        | 1.916  | 1.915  | 1   | -  | -   | 1.910 | 3     | 2   | 1   | Ošljak ili Lazaret (91), Preko (Oltre) (1.816), Galevac (S. Paolo) (9) | Sadrži podatke i za naselje Ošljak.                                      |
| Sestrunj (Sestrugn)                  | 282    | 282    | -   | -  | -   | 282   | -     | -   | -   | Rivanj (70), Sestrunj (Sestrugn) (212) | Sadrži podatke i za naselje Rivanj.                                      |
| Smoković (Smocovich)                 | 570    | -      | 570 | -  | -   | 570   | -     | -   | -   | Smoković Donji (Smocovich Inferiore) (511), Smoković Gornji (Smocovich Superiore) (59)                                                                                       |                                                                          |
| Sukošan (S. Cassiano)                | 1.592  | 1.592  | -   | -  | -   | 1.590 | 1     | 1   | -   | Cerodevo (262), Debeljak (220), Dubrava (195), Goleša (20), Lasac (19), Makarska (59), Nađevica (24), Podvršje (195), Stani (164), Sukošan (S. Cassiano) (413), Vrljica (21) | Sadrži podatke i za naselje Debeljak.                                    |
| Sutomišćica (S. Eufemia)             | 826    | 826    | -   | -  | -   | 821   | 5     | -   | -   | Sutomišćica (S. Eufemia) (826) |                                                                          |
| Škabrnje (Scabergne)                 | 697    | 697    | -   | -  | -   | 697   | -     | -   | -   | Ambar (90), Karabeguša (14), Plavanjka (93), Prkos (190), Škabrnje (Scabergne) (310)                                                                                         | Sada se iskazuje pod imenom Škabrnja. Sadrži podatke i za naselje Prkos. |
| Uljan (Ugliano)                      | 1.154  | 1.154  | -   | -  | -   | 1.148 | 6     | -   | -   | Donje Selo (61), Gornje Selo (365), Muline (0), Uljan (Ugliano) (728) | Sada se iskazuje pod imenom Ugljan.                                      |
| Zadar (Zara)                         | 13.016 | 12.228 | 722 | 66 | 581 | 2.551 | 9.018 | 150 | 716 | I - Stani (862): Boschetto (78), Brodarica (Ceraria) (572), S. Giovannio (0), Stani (212); II - Zadar (Zara) (12.154)                                                        |                                                                          |
| od toga vojničko                     | 1.335  | 1.092  | 225 | 18 | 252 | 881   | 55    | 78  | 69  | |                                                                          |
| Zemunik (Zemonico)                   | 1.510  | 1.024  | 486 | -  | 14  | 1.477 | -     | 2   | 17  | Mostar (105), Senj (51), Smrdelje (383), Zemunik Donji (Zemonico Inferiore) (457), Zemunik Gornji (Zemonico Superiore) (514)                                                 | Sada se iskazuje pod imenima Zemunik Donji i Zemunik Gornji.             |